# Nowa Wieś Książęca (osada leśna)
Nowa Wieś Książęca – osada leśna w Polsce, położona w województwie wielkopolskim, w powiecie kępińskim, w gminie Rychtal. Wchodzi w skład sołectwa Drożki.
W latach 1975–1998 osada administracyjnie należała do województwa kaliskiego.